# アカウント
コンピュータ用語でのアカウント (英: account) は、ユーザーがネットワークやコンピュータやサイトなどにログインするための権利のことである。ユーザーに割り当てられたアカウントをユーザーアカウントとも呼ぶ。
例えば、ネットワークにログインするためのアカウントや電子メールを送受信するためのアカウントなどがある。アカウント (ID) には、パスワードが関連付けられており、利用者はアカウントと併せてパスワードを入力することにより、ログインする権利を認められたネットワークやコンピュータやサイトにログインすることができる。権利 (ID) とパスワードを合わせてアカウントと呼ぶこともある。

## アカウントの種類
アカウントには、次のような種類がある。
- コンピュータにログインするための権利 (ID)。
例：Windows 10のAdministrator(管理者)アカウント。
- インターネット上の会員サイトにログインするための権利 (ID)。
例：Wikipediaのアカウント。
- レンタルサーバ（Webスペースレンタルサーバ）にログインするための権利 (ID)。
例：無料ホームページサービスのアカウント。
- オンラインゲーム（ネットゲームで）ゲームにログインするための権利 (ID)。
例：オンラインのゲームアカウント。
- セキュリティツール(コンピュータウイルス対策ソフトや教育現場用クライアント監視ソフトなど)を操作するための権利 (ID)。
例：アンチウイルスソフトを操作するための管理者アカウント。
- 各金融機関が国際証券集中保管機関などにアクセスして決済するために開いている口座。

## セキュリティとしてのアカウント
公的機関や一般企業の機密な領域（書庫や特定の部屋など）への入室時認証にアカウントが採用されることがある。これらの場合、アカウントに付随するパスワードの代わりの手段として生体認証（指紋認証・眼球虹彩認証・声紋認証など）が挙げられる。

## アカウントの盗難・紛失
アカウント自体は盗難（盗み見や書き写しなど）に遭ってもさほど問題とはならない。付随するパスワードが分からなければ、そのアカウントに認められた利用権を行使することはできないからである。しかし、アカウントと共にパスワードも盗まれてしまった場合は、アカウントを不正利用されることがある。
現在は、不正アクセス禁止法により、アカウントの不正利用は禁止されているが、アカウント所有者の盗難に対する予防が求められる。紛失についても、紛失に気づいたらただちにシステム管理者やサイト運営者などのアカウント発行元に報告し、当該アカウント利用の凍結を行ってもらうのが良い。盗難や紛失に対する予防策としては、次のようなものがある。
- アカウントとパスワードを暗記し、紙やテキストファイルなどの媒体には保存しない。
  - もし、書いたとしても人目に触れる所には保管しない。
  - パスワード保管をコンピュータで行う場合は、パスワード管理ソフトを利用するなど他人に見られない工夫をする。
  - 印刷は、その用紙が盗難される恐れがあるので極力避ける。
- やむを得ない場合を除き、アカウント及びパスワードは複数の人間で共有しない。
- トロイの木馬などへの感染を避ける意味でもむやみにソフトウェアをダウンロードしない。

## アカウントハックツール
アカウントハックツールとはアカウント及びパスワードをツール作成者及び配布元に不意に送信してしまう不正ツール(トロイの木馬及びコンピュータウイルス)の俗称である。
ラグナロクオンラインやRED STONEを中心に被害が拡大しており、ActiveXコントロールを悪用したWebサイトを閲覧しただけで感染する種類もある。現在のコンピュータウイルス対策ソフトでは検知できない種類もあり、そういったソフトに頼らず自衛する必要がある。

### アカウントハックツールの主な感染元
- 支援ツールと称して書かれた実行ファイル（EXEファイル）。
- 悪意のある人間が作成した閲覧するだけで不正ツールをインストールするActiveXコントロールが仕組まれたWebページ。

これらへのリンクは、オンラインゲームを扱う掲示板やSNSに大量に貼り付けられており、リンクのアドレスでは判断不能なものも存在するため、誤ってクリックしてしまうことが懸念される。
この他、Webページやプログラムなどの脆弱性を利用して正規のWebページ上に不正なコードを挿入し、ソフトウェアの脆弱性を利用してユーザーの知らない間にインストールされる手法も存在する。
この手法は2005年5月に発覚した、価格.comへの不正アクセスでも利用された方法である。
この手法の最大の特徴は信頼性の高いサイトに不正なコードを挿入することができる点にあり、これはどのようなサイトでも不正なコードが仕組まれる可能性があることを示している。

### アカウントハックツールへの対策
- 掲示板やSNSに貼られているリンクをむやみにクリックしない。
- 知り合いのアカウントから送られたリンクでも、その知り合いが既にアカウントハックされている恐れがあるのでむやみにクリックしない。
- 拡張子が*.exeになっているリンクが直に貼られていた場合は絶対にクリックしない。
- 誤ってダウンロードしてしまった場合は、実行せずにすぐに削除する。
- 万が一不審なソフトウェアを実行してしまった場合は、オンラインゲームを決して起動せずに、コンピュータの心得のある者に相談する。